# Murvica (Bol)
Murvica falu Horvátországban, Split-Dalmácia megyében, Brač szigetén. Közigazgatásilag Bolhoz tartozik.

## Fekvése
Splittől légvonalban 29 km-re délkeletre, a supetari kompkikötőtől  légvonalban 13, közúton 49 km-re délkeletre, a sumartini kompkikötőtől légvonalban 22, közúton 30 km-re nyugatra, a Brač-sziget déli partján, a Vidova Gora déli lábánál fekszik. Községközpontjától 5 km-re található. A település régebbi részei nagyrészt már romos házakkal a parttól mintegy száz méterre a Vidova Gora lejtőin fekszenek, míg néhány újabban épült ház a part közelében áll. A település nyugati oldalán található a Dračeva-öböl a kikötőjével.

## Története
A régészeti leletek tanúsága szerint Bol területe már az ókorban is lakott volt. Erre utalnak az itt talált római pénzek és a Bol felé vezető út mellett talált római sírok.
Az első írásos emlék erről a területről egy brači nemes adományleveléből, 1286-ból származik. Földrajzi nvei között az elsők között említik a Murvicától nyugatra fekvő Košćun nevű hegyet, melynek neve valószínűleg a latin „castrum” (vár) főnévből származik. Ezt megerősíti, hogy a hegy másik neve "Gradac" (váracska) volt, melyről a két alatta fekvő öböl a Veli és a Mali Zagradac nevet kapta. Magának Murvica településnek a neve az eperfa horvát „murva” nevéből származik.
A velencei-török háborúk idején a Poljica elleni török támadások miatt számos pap és szerzetes menekült ide. 1416 és 1512 között több  kolostor is épült ekkor a szigeten, ezek egyikét Dračeva luka felett építették. A szerzetesek kezdetben a Murvica feletti Drakonija-barlangban laktak. A környéken nagy területeket birtokoltak, melyeket részben hagyatéki úton szerzetek, részben pedig vásároltak. Ezeket brači földművesek, főként nerežišćaiak művelték meg a számukra. 1512-ben felépítették a Dračeva luka feletti kolostorukat.  Murvica a kolostor szolgálófalujaként fejlődött.
A velencei uralomnak 1797-ben vége szakadt és osztrák csapatok vonultak be Dalmáciába. 1806-ban a sziget az osztrákokat legyőző franciák uralma alá került, de Napóleon lipcsei veresége után újra az osztrákoké lett. Lakói szőlőtermesztéssel, állattenyésztéssel és méhészettel foglalkoztak. 1841-ben 16 család élt itt 86 lakossal. 1918-ban az új szerb-horvát-szlovén állam, majd később Jugoszlávia része lett. A háború után a szocialista Jugoszláviához tartozott. A település 1991 óta a független Horvátország része. 2011-ben a településnek 21 állandó lakosa volt.

## Népesség
| Lakosság változása | Lakosság változása | Lakosság változása | Lakosság változása | Lakosság változása | Lakosság változása | Lakosság változása | Lakosság változása | Lakosság változása | Lakosság változása | Lakosság változása | Lakosság változása | Lakosság változása | Lakosság változása | Lakosság változása | Lakosság változása |
| ------------------ | ------------------ | ------------------ | ------------------ | ------------------ | ------------------ | ------------------ | ------------------ | ------------------ | ------------------ | ------------------ | ------------------ | ------------------ | ------------------ | ------------------ | ------------------ |
| 1857               | 1869               | 1880               | 1890               | 1900               | 1910               | 1921               | 1931               | 1948               | 1953               | 1961               | 1971               | 1981               | 1991               | 2001               | 2011               |
| 0                  | 0                  | 149                | 165                | 194                | 207                | 0                  | 141                | 109                | 117                | 115                | 80                 | 37                 | 29                 | 14                 | 21                 |

(1857-ben, 1869-ben és 1921-ben lakosságát Bolhoz számították.)

## Nevezetességei
- A település felett 349 méteres magasságban található a Drakonija-barlang,[4] melyet Zmajeva-spiljának, azaz Sárkány-barlangnak is neveznek. A nevet az itt lakó szerzetesek adták egy titokzatos, sárkányt ábrázoló domborműről, melyet itt találtak. A barlang 20 méter hosszú és négy részre oszlik. A sárkányt a 15. században egy ismeretlen szerzetes faraghatta a barlang falába. Az itt lakó szerzetesek építették a Szűz Mária tiszteletére szentelt kápolnájukat is. A sárkány ábrázolás mellett találtak itt bevésve holdat, a keleti oldalon a kápolna felett pedig embert és fészkükben ülő madarakat is, melyek a pogány szláv mitológia jellegzetes elemei. Ezek alapján néhányan azt feltételezték, hogy ezen ábrázolások sokkal régebbiek, mint ahogyan azt eredetileg gondolták. A barlang egykor nyitva volt a látogatók előtt is, akik azonban károkat okoztak benne, így ma már zárva van. Csak szervezett csoportok előzetes bejelentés alapján vezetővel látogathatják. A falutól a barlangig fél órás gyalogút vezet. A barlangtól nagyszerű kilátás nyílik a szomszédos Hvar-szigetre.
- A környéken több kolostor romja is található. A Zmajeva-barlangtól nyugatra az 1497-ben alapított Silvio, tőle délkeletre a Stipanić apácakolostor,[5] Murvicától nyugatra pedig a Dutić és a Dračeva luka kolostor romja található. A szerzetesek egészen a II. világháborúig kitartottak ezeken a helyeken, ekkor azonban a két utolsó remete is elköltözött a biztonságosabb Supetarra. Dračeva luka kolostor épületei 1952-ben tűzvészben égtek le.
- A dračeva lukai templom[6] a 16. században épült. Boltozatát a barlang szikláiból faragták. Homlokzatán rozetta, felül pedig a jellegzetes dalmát harangtorony található. Felette az 1512-ben épített kolostor romjai találhatók.
- A Szeplőtelen fogantatás tiszteletére szentelt temploma 1898-ban épült, miután 1893-ban az addigi plébániatemplom mely a temetőben állt leégett. Felszentelését 1912. november 13-án végezte Vinko Pulišić püspök. 1989-ben megújították. A délszláv háború idején 1991 szeptemberében és októberében a szerb csapatok részéről többször is gránáttalálat érte. Ennek következtében súlyosan megsérült az északi fal,a homlokzat és a harangtorony, belülről pedig teljesen kiégett. Megsemmisült a teljes berendezés és a két harang is. 1998-ban bővítve építették újjá, mely után Ivan Prenda érsek szentelte fel újra. A szembemiséző oltár mögött új faintarziás poliptichont helyeztek el, mely Szűz Máriát, boldog Alojzije Stepinacot, szent Leopold Mandićot, Szent Péter és Pál apostolokat ábrázolja.
- A temetőben áll a régi Sarlós Boldogasszony plébániatemplom. Építési ideje nem ismert de tudható, hogy a 17. század végén lerombolták. 1868-ban újjáépítették. Titulusa háromszor is változott. 1754-ben a Havas Boldogasszony, a 18. század végén a Rózsafüzér királynője, a 19. században pedig a Sarlós Boldogasszony tiszteletére szentelték fel. 1893-ban leégett és nem építették újjá, csak a romokat fedték le. A délszláv háború során további károk érték. 1994 és 1995 között teljesen újjáépítették.

## Fordítás
Ez a szócikk részben vagy egészben  a   Murvica (Bol) című horvát Wikipédia-szócikk ezen változatának fordításán alapul.  Az eredeti cikk szerkesztőit annak laptörténete sorolja fel. Ez a jelzés csupán a megfogalmazás eredetét és a szerzői jogokat jelzi, nem szolgál a cikkben szereplő információk forrásmegjelöléseként.